# 28 червня
28 червня — 179-й день року (180-й в високосні роки) в григоріанському календарі. До кінця року залишається 186 днів.

## Свята і пам'ятні дні

### Національні
- Україна: День Конституції України (1996)
- Польща: Національний день пам'яті Познанського червня (1956)

### Релігійні

#### Християнство
- День Святого Іренея Ліонського.
- День Святого Павла I.

Православні:
- Перенесення мощей мучеників, безсрібників та чудотворців Кира та Іоана.
- Преподобного Ксенофонта Робейського.
- Преподобного Павла, лікаря.

### Іменини
✝  Католицькі:
✙ Православні:

## Події
- 1389 — битва на Косовому полі
- 1569 — підписана Люблінська унія, що об'єднала Королівство Польське та Велике князівство Литовське в єдину федеративну державу — Річ Посполиту. Київщина, Волинь, Брацлавщина та Підляшшя були інкорпоровані до Корони Польської.
- 1635 — на Карибських островах засновано французьку колонію Гваделупа
- 1644 — актор мандрівної трупи Жан Батист Поклен вперше вийшов на сцену під псевдонімом Мольєр. Своє нове ім'я він згодом прославив як драматург
- 1648 — початок експедиції Семена Дежньова, в ході якої був відкритий Північний морський шлях
- 1651 — почалася битва під Берестечком між козаками Богдана Хмельницького і армією Речі Посполитої короля Яна Казимира
- 1663 — у Ніжині відбулася козацька «Чорна рада», на якій гетьманом Лівобережної України обрано промосковського Івана Брюховецького
- 1778 — Монмутський бій під час війни за незалежність США.
- 1812 — війська Наполеона вступили до Вільня
- 1870 — початок Міської реформи в Російській імперії.
- 1902 — Конгрес США затвердив Закон про будівництво каналу на Панамському перешийку і таким чином наділив президента повноваженнями для придбання у французької «Панамської компанії» прав на будівництво каналу і у Колумбії права на вічне управління зоною каналу
- 1914 — у Сараєві було вбито спадкоємця австрійського престолу Франца Фердінанда, що стало приводом для початку Першої світової війни
- 1917 — на засіданні Малої Ради було сформовано перший український уряд — Генеральний Секретаріат.
- 1919 — підписано Версальський договір.
- 1934 — ухвалення в США закону Фрейзера-Лемке з метою поліпшення становища фермерів.
- 1940 — Румунія передала Бессарабію СРСР після ультиматуму з вимогою передачі, початок радянської анексії Північної Буковини і Бессарабії
- 1941 — створено перший загін Поліської Січі.
- 1948 — виключення Соціалістичної федеративної республіки Югославія з Комінформу у зв'язку з загостренням її відносин з СРСР.
- 1956 — масовий страйк, демонстрації під гаслами «Свободи! Хліба! Бога! Геть комунізм!» і вуличні зіткнення в Познані (Польська Народна Республіка) (по 30 червня).
- 1988 — Іван Павло II опублікував апостольську конституцію «Pastor Bonus» щодо реорганізації Римської Курії.
- 1989 — у Києві пройшов прощальний матч Олега Блохіна — збірна Радянського Союзу зустрілась зі збірною світу.
- 1992 — «Сигнальщик» став першим кораблем на Чорному морі, який у 1992 році підняв український прапор.
- 1996 — після 23-годинного обговорення у Верховній Раді України прийнято Конституцію України.
- 2012 — ООН проголосила Міжнародний День Щастя.

## Народились
Дивись також Категорія:Народились 28 червня
- 1577 — Пітер Пауль Рубенс, фламандський маляр.
- 1712 — Жан-Жак Руссо, французький письменник, філософ, просвітитель.
- 1867 — Луїджі Піранделло, італійський письменник.
- 1875 — Анрі Леон Лебег, французький математик.
- 1924 — Вадим Сідур, український радянський художник, скульптор-авангардист, поет і прозаїк. Один із класиків скульптури ХХ сторіччя.
- 1943 — Клаус фон Клітцинг, німецький фізик, лауреат Нобелівської премії з фізики 1985.
- 1971 — Ілон Маск, інженер, підприємець, винахідник, інвестор, мільярдер. Засновник компаній SpaceX, PayPal, Neuralink і The Boring Company.
- 1979 — Володимир Короленко, український лікар, науковець, державний службовець і громадський діяч, заступник Голови Державної служби України з лікарських засобів та контролю за наркотиками, доктор медичних наук.
- 1980 — Юрій Барабаш, український правник-конституціоналіст, представник Харківської школи конституційного права.
- 1986 — Келлі Піклер, американська кантрі-співачка.
- 1991 — Артем Пивоваров, український співак, автор пісень, продюсер
- 2002 — Марта Костюк, українська тенісистка, переможниця Відкритого чемпіонату Австралії 2017 року в одиночному розряді серед юніорок.

## Померли
Дивись також Категорія:Померли 28 червня
- 549 до н. е. — імператор Суйдзей, 2-й імператор Японії, синтоїстське божество, монарх.
- 1586 — Примож Трубар, видатний діяч Реформації у Словенії, лінгвіст, першодрукар. Перекладач на словенську мову Біблії.
- 1672 — Вільгельм III Оранський, король Англії.
- 1890 — Олександр Литовченко, український історичний живописець.
- 1911 — Архип Тесленко, український письменник.
- 1919 — Петро Болбочан, український військовий діяч, полковник Армії УНР.
- 1942 — Янка Купала, білоруський класик літератури, письменник, поет та драматург.